# Teunis Potjewijd
Teunis (Teun) Potjewijd (Amsterdam, 3 oktober 1902 – Varsseveld, 14 mei 1989) was een Nederlandse apotheker en bedrijfsdirecteur. Hij was tussen 1931 en 1949 als secretaris-generaal nauw betrokken bij de International Pharmaceutical Federation (FIP).

## Levensloop

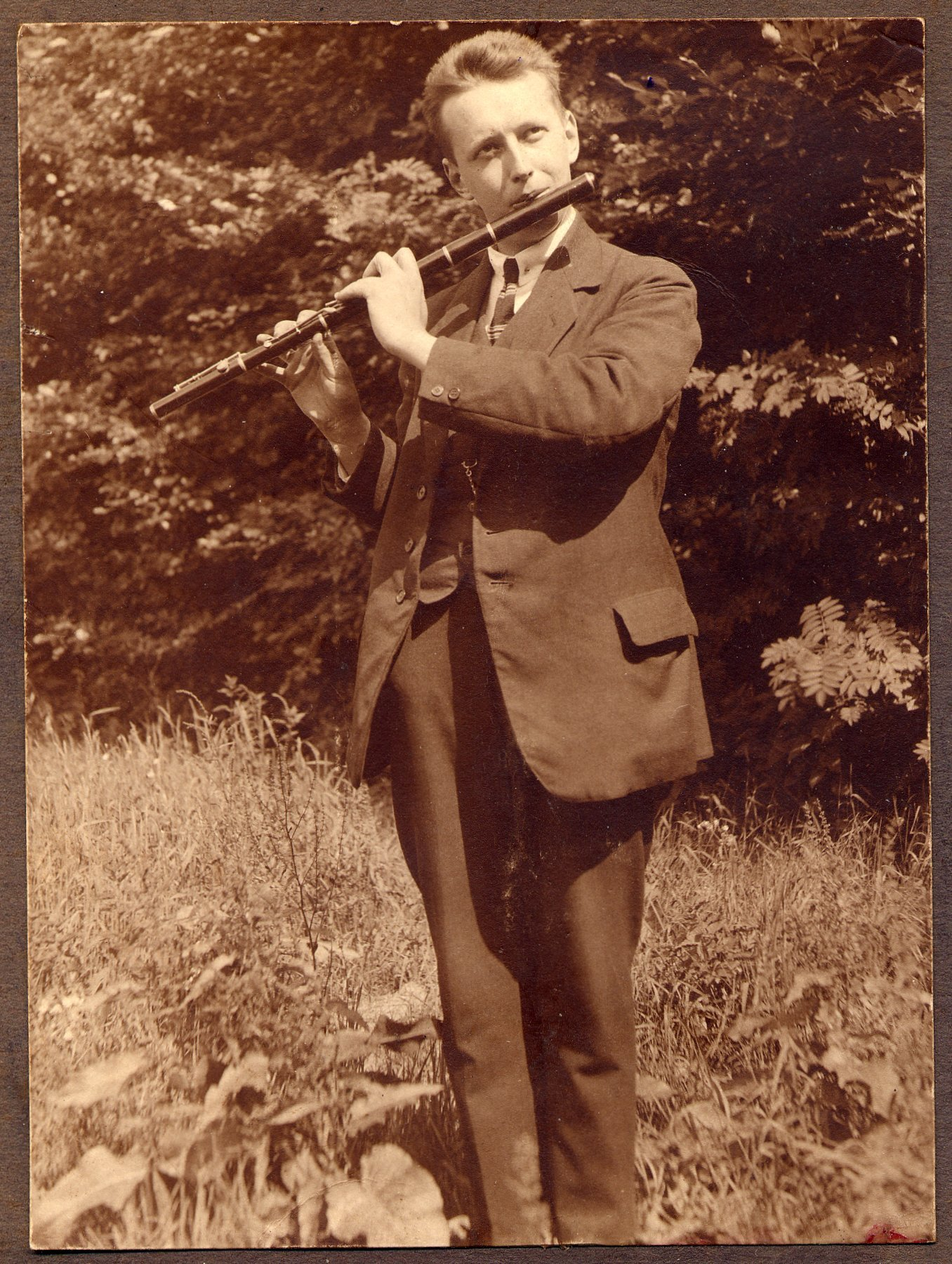
Teun Potjewijd

Teun Potjewijd was de zoon van Teunis Potjewijd en Antje Gerarda de Ruiter. Hij groeide op in Amsterdam waar zijn vader werkzaam was voor de Nederlandse Spoorwegen. In 1915 verhuisde hij naar Den Haag. Hij trouwde op 6 juni 1929 met Cornelia Antonia (Cor) de Ruiter (1899-1984). Uit dit huwelijk werden drie zoons geboren.

### Opleiding en werkzaamheden
Potjewijd studeerde pharmacie aan de Universiteit Leiden. Hij was gedurende zijn studiejaren apothekersassistent bij Dr. J.J. Hofman in Den Haag. In maart 1928 legde hij het apothekersexamen af. Hij startte zijn loopbaan in mei 1928 in de apotheek P. Schrijnen in Amsterdam. Op voorspraak van Prof. dr. Leopold van Itallie werd Potjewijd per 1 januari 1930 benoemd tot apotheker van het academisch ziekenhuis in Leiden, thans LUMC. Op 2 februari 1934 promoveerde hij op het proefschrift "Phytochemisch onderzoek van het levende kruid van Hyoscyamus muticus L". Zijn promotor was Prof. dr. Leopold van Itallie. Potjewijd bekleedde in de jaren dertig verschillende functies binnen de Koninklijke Nederlandse Maatschappij ter bevordering der Pharmacie. Zo was hij van 1939 tot eind 1940 lid van het hoofdbestuur en tussen 1934 en eind 1940 lid van de redactie van het Pharmaceutisch Weekblad.  Potjewijd was mede-oprichter en later penningmeester van de afdeling Leiden van de Nederlandse Vereniging voor Luchtbescherming. Hij was tevens bestuurslid van de afdeling Leiden van de Koninklijke Vereniging voor Facultatieve Lijkverbranding.

### International Pharmaceutical Federation (FIP)
Potjewijd raakte in de jaren dertig betrokken bij de International Pharmaceutical Federation via zijn promotor Prof. dr. Leopold van Itallie, destijds president, en Dr. J.J. Hofman, destijds secretaris-generaal van de federatie. Potjewijd nam de functie van secretaris-generaal over van Dr. J.J. Hofman in 1931 en bekleedde die tot 1949. Hij werd in 1939 door de koning van Denemarken bevorderd tot ridder in de Orde van Dannebrog voor zijn verdiensten voor de internationale farmacie.

### Tweede Wereldoorlog
In oktober 1940 werd Potjewijd als lid van de examencommissie aan de Universiteit Leiden gevraagd de Ariërverklaring te tekenen, hetgeen hij heeft geweigerd. Potjewijd legde eind november 1940 zijn functies bij de Koninklijke Nederlandse Maatschappij ter bevordering der Pharmacie neer. Hem werd met ingang van 1 februari 1941 op eigen verzoek eervol ontslag verleend als ziekenhuisapotheker van het academisch ziekenhuis in Leiden. Begin februari 1941 verhuisde hij met het gezin naar Winschoten om daar secretaris te worden van de directie van de chemische fabriek Gembo.

### Na de Tweede Wereldoorlog
Potjewijd werd in 1945 benoemd tot directeur van de chemische fabriek Gembo in Winschoten. In mei 1947 ontving hij het erelidmaatschap (honorary member) van de Royal Pharmaceutical Society of Great Britain. Hij werd in april 1951 benoemd tot ridder in de Orde van Oranje-Nassau. Potjewijd was tussen 1953 en 1958 penningmeester van de International Pharmaceutical Federation en werd in 1966 tot erelid benoemd. In het bestuursjaar 1968-1969 was hij voorzitter van de AWVN (Algemene Werkgeversvereniging Nederland). Potjewijd bekleedde verschillende maatschappelijke functies in Winschoten en omstreken en heeft tevens een aantal boeken over de geschiedenis van Winschoten geschreven. Hij werd in de jaren 70 benoemd tot ere-lid van de gemeente Winschoten.
- International Standard Name Identifier: 0000 0003 9251 3956
- Library of Congress Control Number: n79003331
- Nationale Bibliotheek van Israël: 987007275292005171
- Nederlandse Thesaurus van Auteursnamen: 151454760
- Système universitaire de documentation: 231272537
- Virtual International Authority File: 286549701
- WorldCat: E39PCjBFWtbT9BxPkrRXYDDg8C